# Drage (Steinburg)
Pour les articles homonymes, voir Drage.
Drage est une commune de Schleswig-Holstein, dans l'arrondissement de Steinburg, en Allemagne.

## Personnalités liées à la ville
- Otto Peltzer (1900-1970), athlète né à Drage.